# Kappeler Milchsuppe

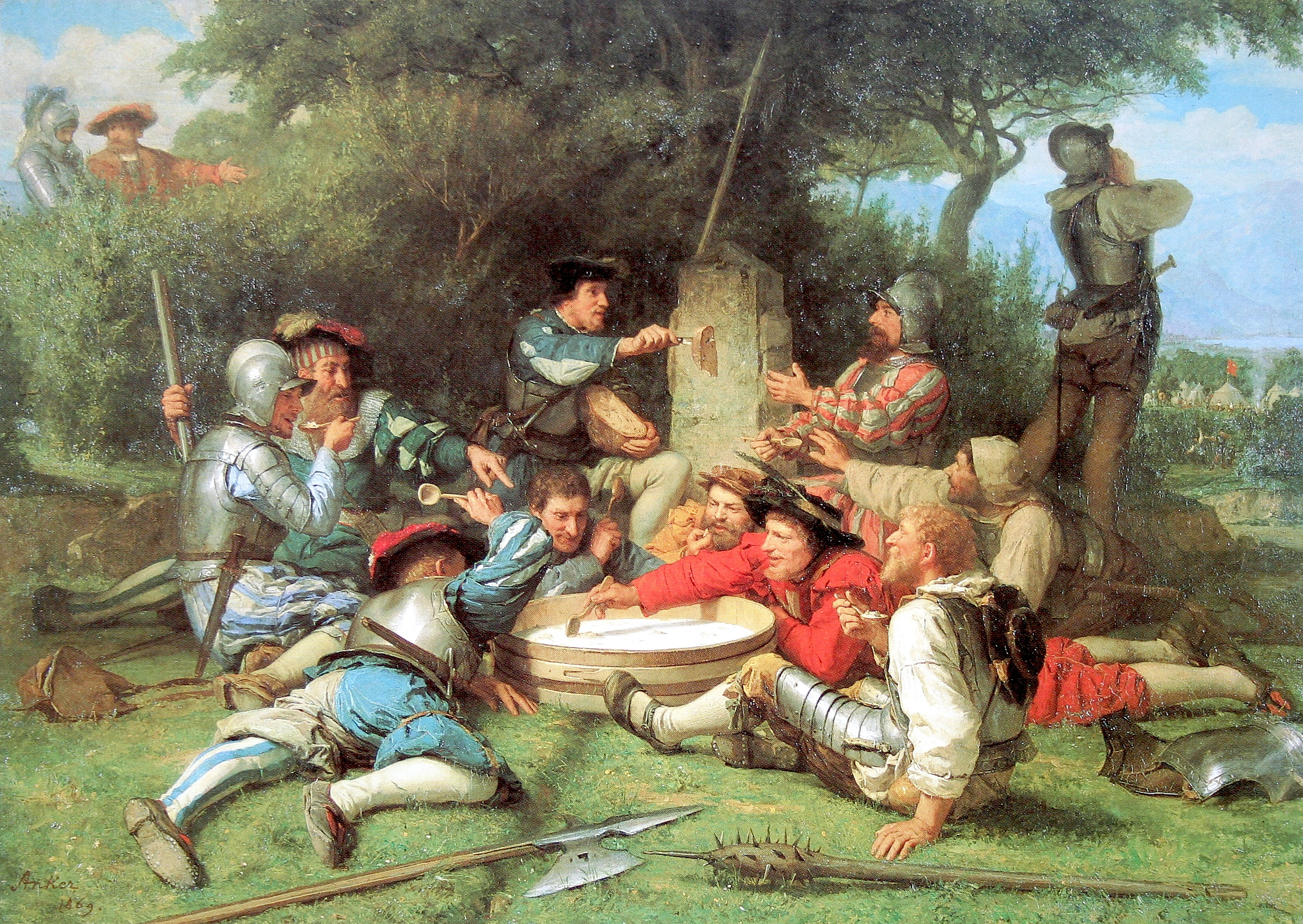
«Kappeler Milchsuppe», Gemälde von Albert Anker (1869)

Die so genannte Kappeler Milchsuppe steht im Zentrum eines wichtigen Ereignisses aus der Geschichte der Schweiz. Ende Juni 1529 marschierten die Zürcher Truppen gegen die Innerschweizer Kantone. In diesem Ersten Kappelerkrieg konnte dank Vermittlung durch die neutralen Orte ein Bruderkrieg unter den Eidgenossen verhindert werden. Gemäss den Berichten nutzte das gemeine Fussvolk der beiden Heere die Zeit, während die Führer verhandelten, zu einer Verbrüderung und stellte bei Kappel am Albis genau auf der Grenze zwischen den beiden Kantonen einen grossen Kochtopf auf ein Feuer. Die Zuger sollen die Milch und die Zürcher das Brot für eine Milchsuppe beigesteuert haben, die dann von beiden Heeren gemeinsam verspeist wurde.
Südwestlich von Ebertswil erinnert heute auf einer Anhöhe der «Milchsuppenstein» ⊙ an diesen Vorgang. Für die spätere Geschichtsschreibung und Identitätsfindung der Schweiz hatte der grosse Topf, aus dem alle gemeinsam gegessen haben, einen grossen Symbolwert.
In Erinnerung an dieses Ereignis wird noch heute Kappeler Milchsuppe aufgetischt, wenn ein Streit durch Verhandlung beigelegt werden konnte, so etwa durch Bundesrat Pascal Couchepin beim Abschluss des St. Galler Kulturgüterstreits 2006.

## Künstlerische Darstellungen
Das historische Ereignis war im Laufe der Jahrhunderte immer wieder Gegenstand bildlicher Darstellungen, so in einer Chronik von Heinrich Thomann (um 1606) und auf einem Gemälde von Albert Anker (1869). Seit 1910 ziert eine großformatige Malerei mit diesem Motiv die Fassade des Bossardhauses am Kolinplatz in Zug; dort tragen die dargestellten Personen die Gesichtszüge bekannter zeitgenössischer Zuger Persönlichkeiten. Ein von Hans Zürcher 1926 geschaffenes Fresko findet sich an der Aussenwand der Kapelle in Deibüel bei Baar.

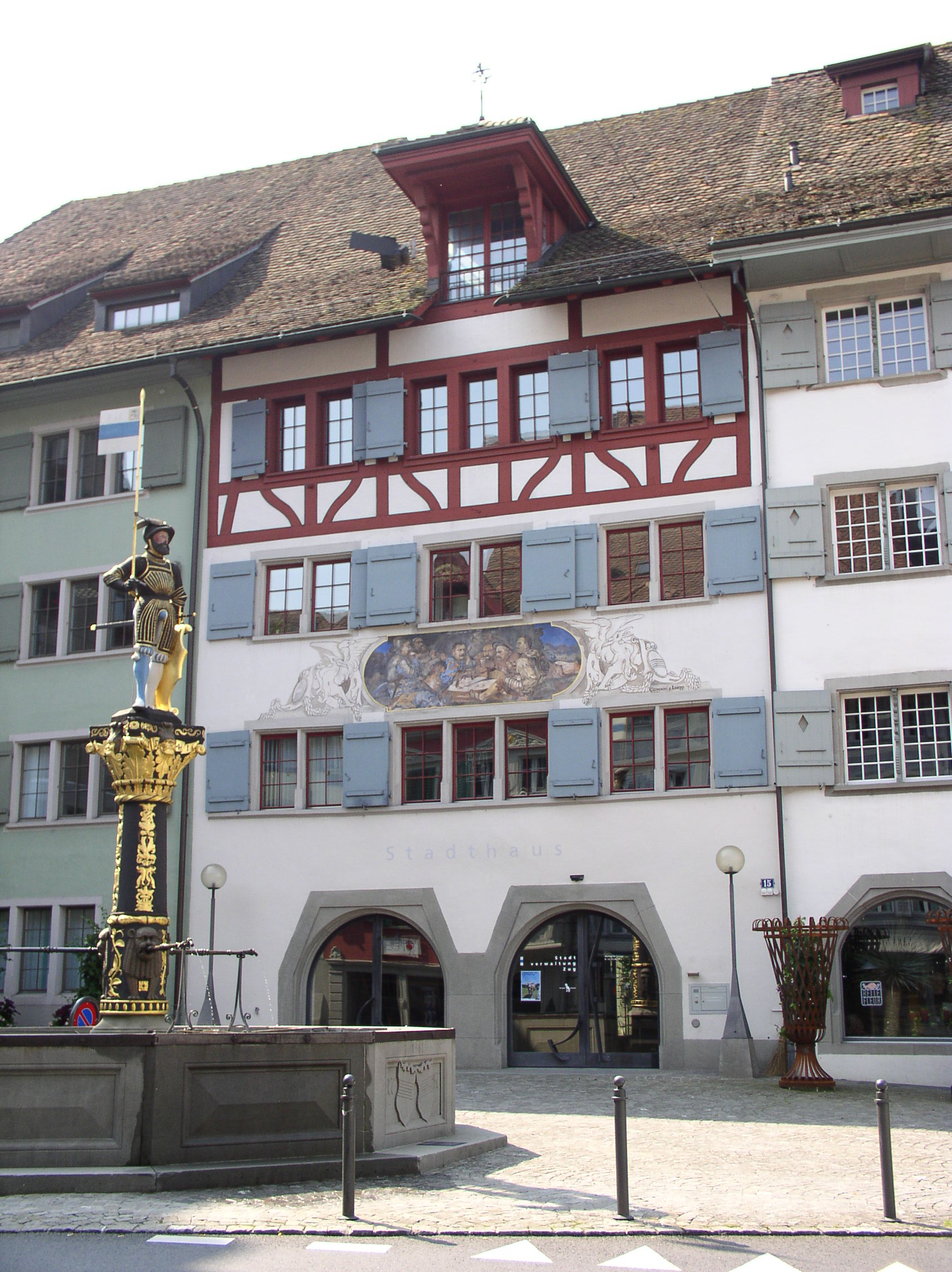
Fassadenmalerei am Bossardhaus in Zug
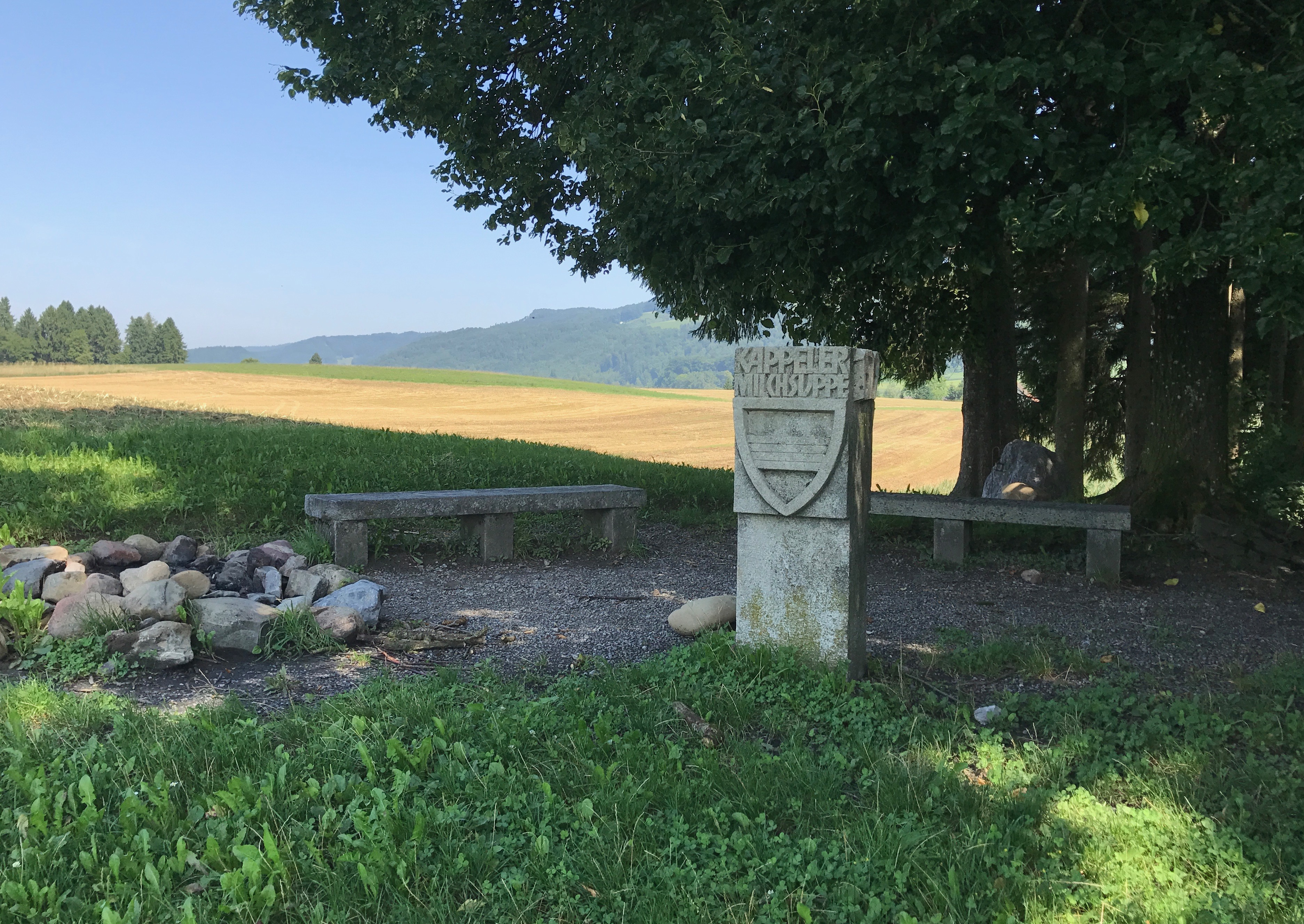
Der «Milchsuppenstein» südwestlich von Ebertswil
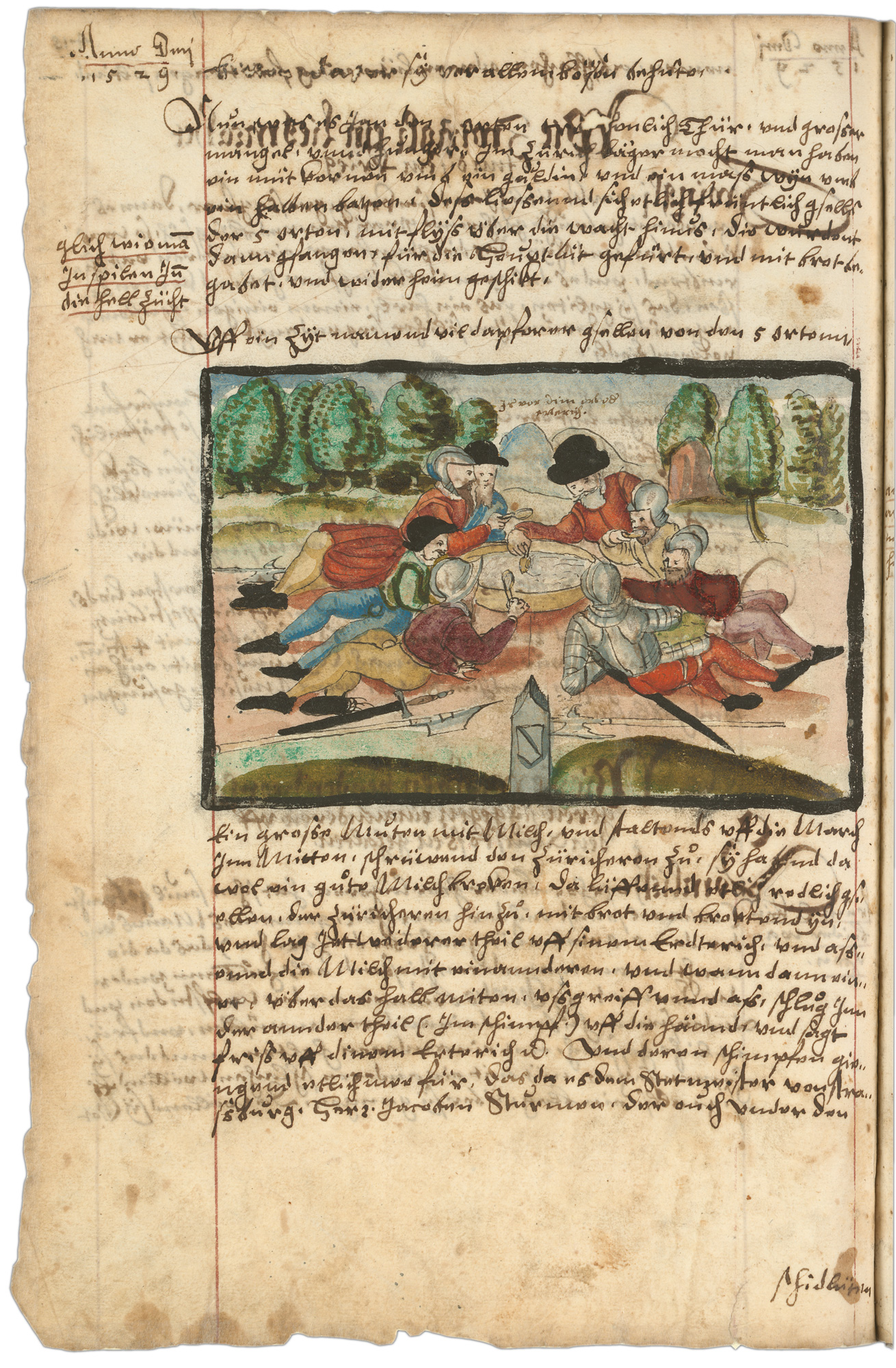
Darstellung in einer Chronik von Heinrich Thomann, um 1606

## Film
- «Ex Voto», ein Film von Erich Langjahr